# KMMT-FM
Koordinaten: 37° 37′ 42″ N, 119° 1′ 47″ W
KMMT oder KMMT-FM (Branding: „KMMT“) ist ein US-amerikanischer Hörfunksender aus Mammoth Lakes im US-Bundesstaat Kalifornien. KMMT sendet im Top-40-Format auf den UKW-Frequenzen 106,5 MHz, 105,5 MHz (Big Pine) und 107,7 MHz (Bridgeport). Eigentümer und Betreiber ist die Mammoth Mountain FM Associates, Inc.

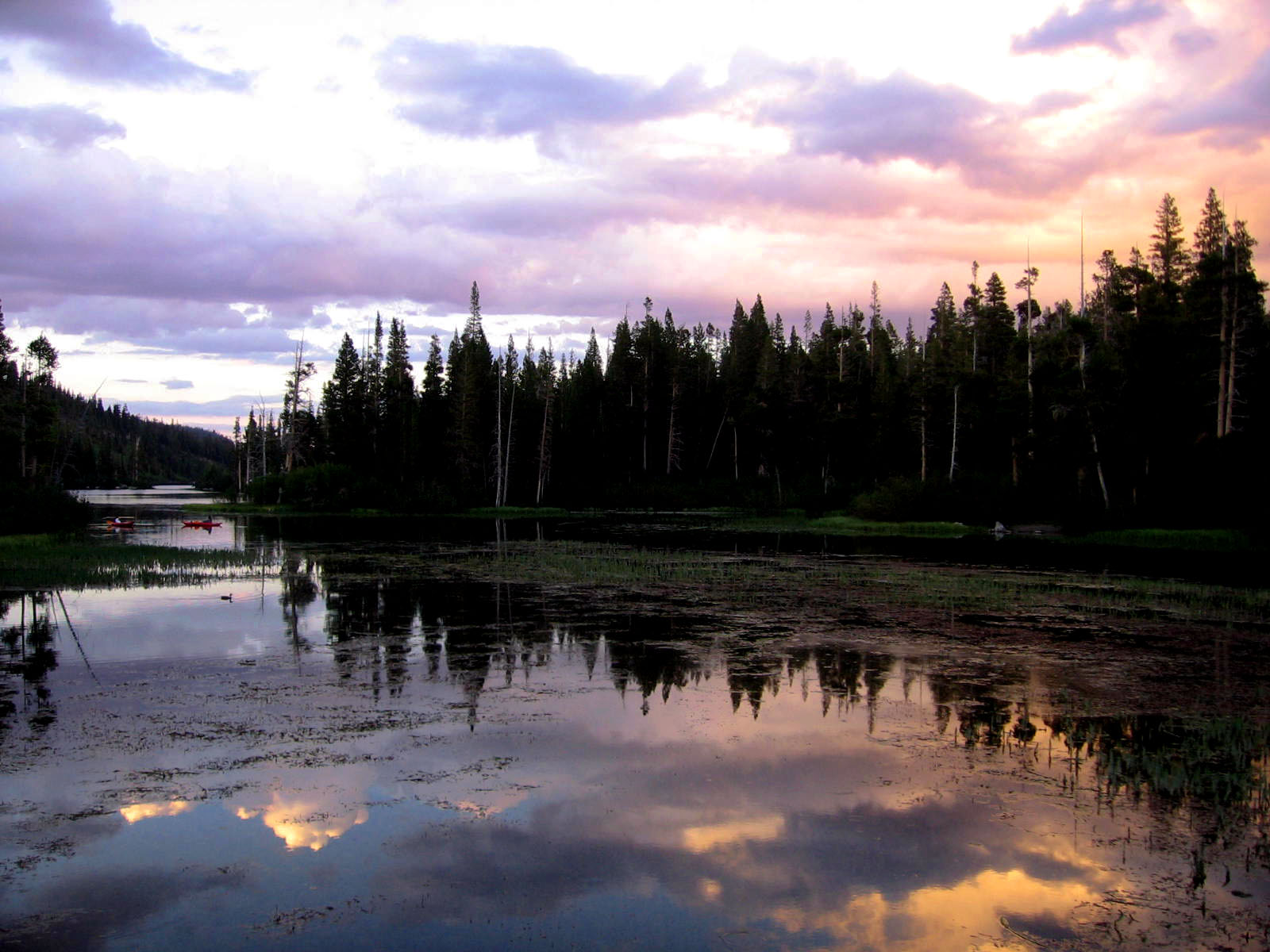
Mammoth Lakes, Kalifornien